# Saint-Christophe-le-Jajolet
Saint-Christophe-le-Jajolet är en kommun i departementet Orne i regionen Normandie i nordvästra Frankrike. Kommunen ligger i kantonen Mortrée som tillhör arrondissementet Argentan. År 2018 hade Saint-Christophe-le-Jajolet 241 invånare.

## Befolkningsutveckling
Antalet invånare i kommunen Saint-Christophe-le-Jajolet
| Referens: INSEE |